# Текстовыделитель
Текстовыделитель (также хайлайтер, англ. highlighter) — это вид маркера, используемый для привлечения внимания к разделам текста, выделяя их ярким, полупрозрачным цветом. Типичный текстовыделитель — флуоресцентный жёлтый, окрашенный пиранином. Для других цветов используются различные соединения, такие как родамины (Rhodamine 6GD, Rhodamine B).

## История
Текстовыделитель представляет собой маркер, заполненный прозрачными флуоресцентными чернилами вместо чёрных или непрозрачных чернил. Первый такой маркер был изобретён доктором Фрэнком Хонном в 1963 году и выпущен компанией Carter’s Ink Company с использованием фирменного названия HI-LITER (а не Sharpie). Теперь брендом владеет корпорация Avery Dennison, приобретя Cark’s Ink Company в 1975 году.
С 1971 года Schwan-Stabilo выпускает устройства для наконечников. Он считается европейским лидером в производстве текстовыделителей. В 2003 году компания изменила своё название на Stabilo International.

## Разновидности

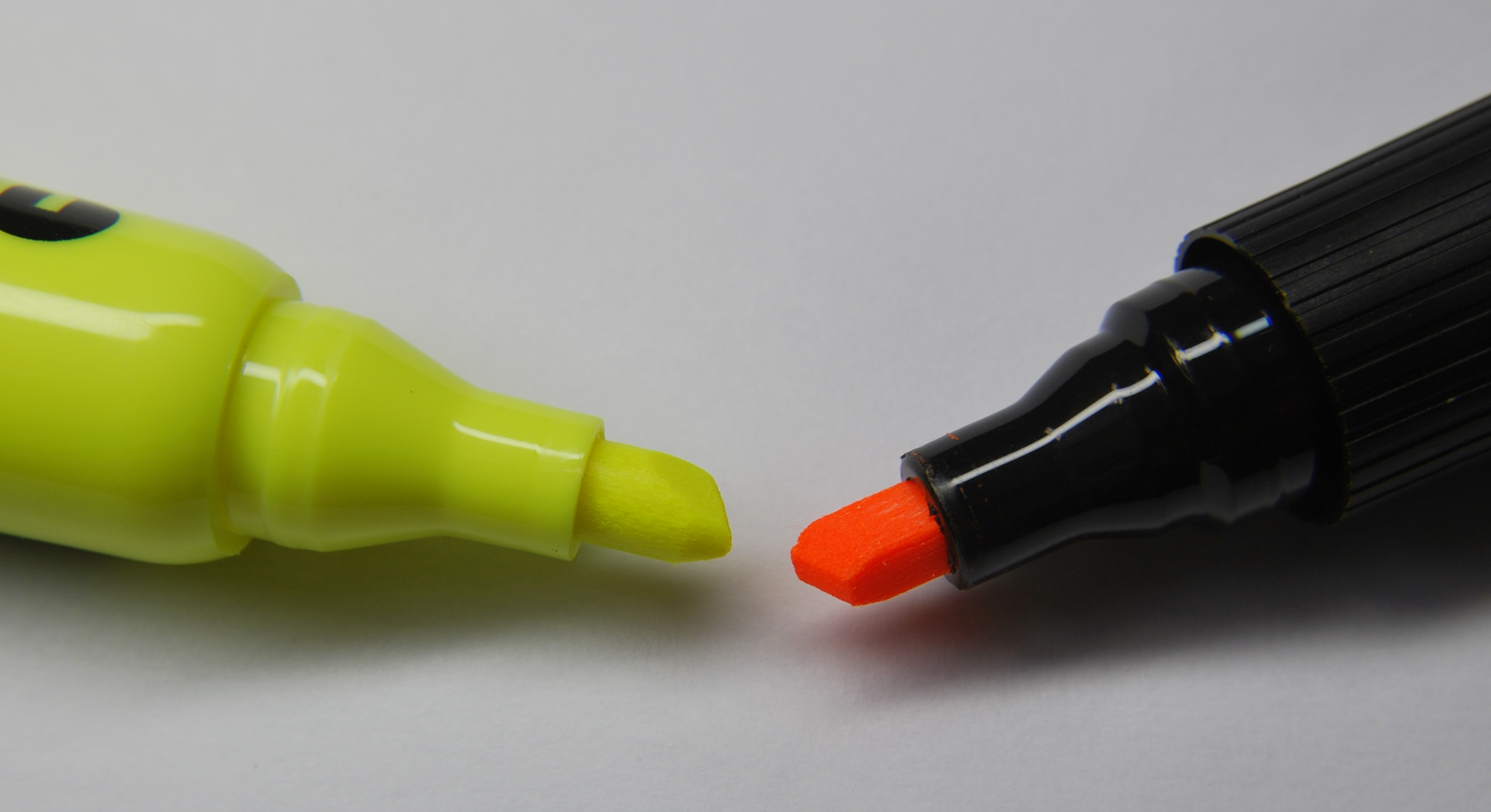
Два текстовыделителя

Обычно текстовыделители имеют яркие, часто - флуоресцентные цвета. Будучи флуоресцентными, светлые чернила светятся под неярким светом. Самый распространённый цвет для маркеров — жёлтый, но также встречаются оранжевый, красный, розовый, пурпурный, синий и зелёный цвета. Некоторые жёлтые текстовыделители могут выглядеть зеленоватыми. Жёлтый цвет является предпочтительным для использования при фотокопии, поскольку он не создаёт тени на копии. Тем не менее, использование различных цветных индикаторов одновременно может систематизировать информацию и сделать её ещё более наглядной и читаемой.
Текстовыделители доступны в разных моделях, например таких, у которых есть съёмных войлочный наконечник или ластик на обратном конце. Другие типы маркеров включают триллер (треугольный наконечник), разноцветные наконечником в каждом углу и многое другое.
«Сухие текстовыделители» имеют аппликатор, который накладывает тонкую ленту вместо наконечника. В отличие от стандартных текстовыделителей они легко стираются.
«Гель-маркеры» содержат гелевую палочку, а не войлочный наконечник. Гель не просачивается через бумагу и не высыхает в ручке.
«Жидкие текстовыделители» в разных цветах также доступны, и поскольку они наносят на страницу больше чернил, выделяют слова ярче, чем с нежидкими типами. Также тот факт, что на странице выделяется больше чернил, означает, что чернила намного более устойчивы к выцветанию со временем.

## Другие варианты

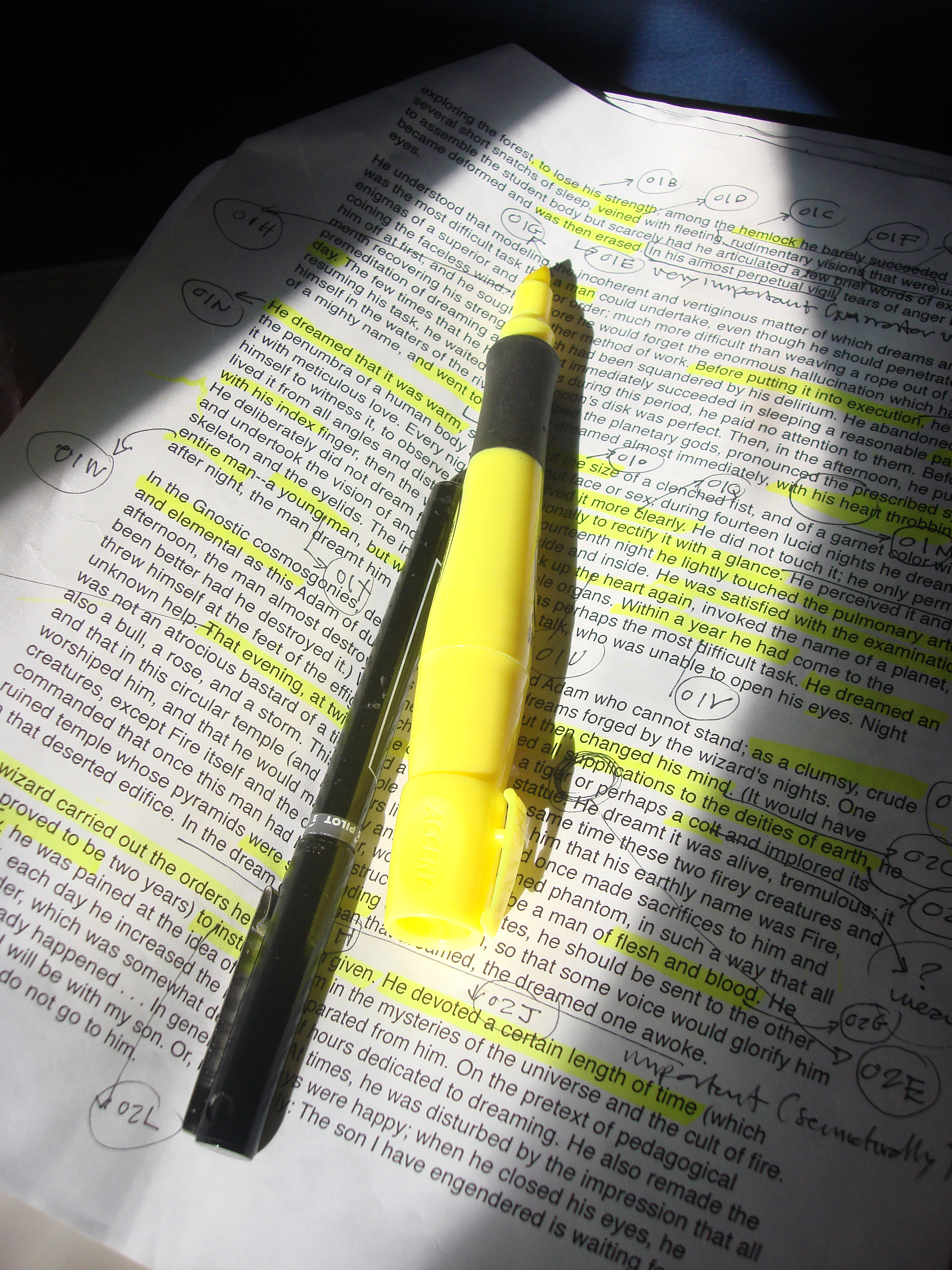
Выделение жёлтым цветом на странице фотокопированного текста

Многие текстовые процессоры, такие как Microsoft Office Word, могут имитировать подсветку текста.